# ヱビスビール

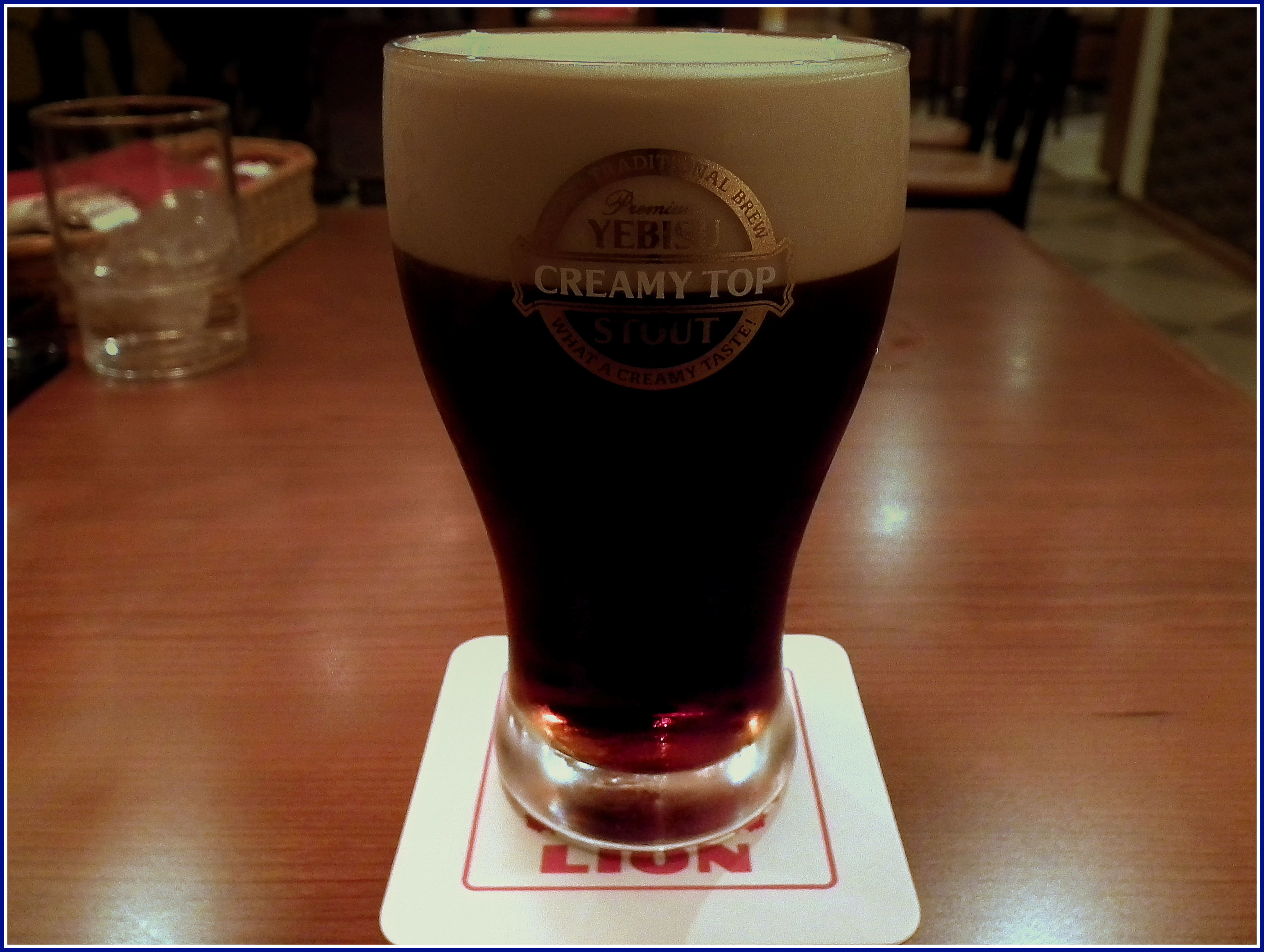
ヱビス・スタウト・クリーミートップ

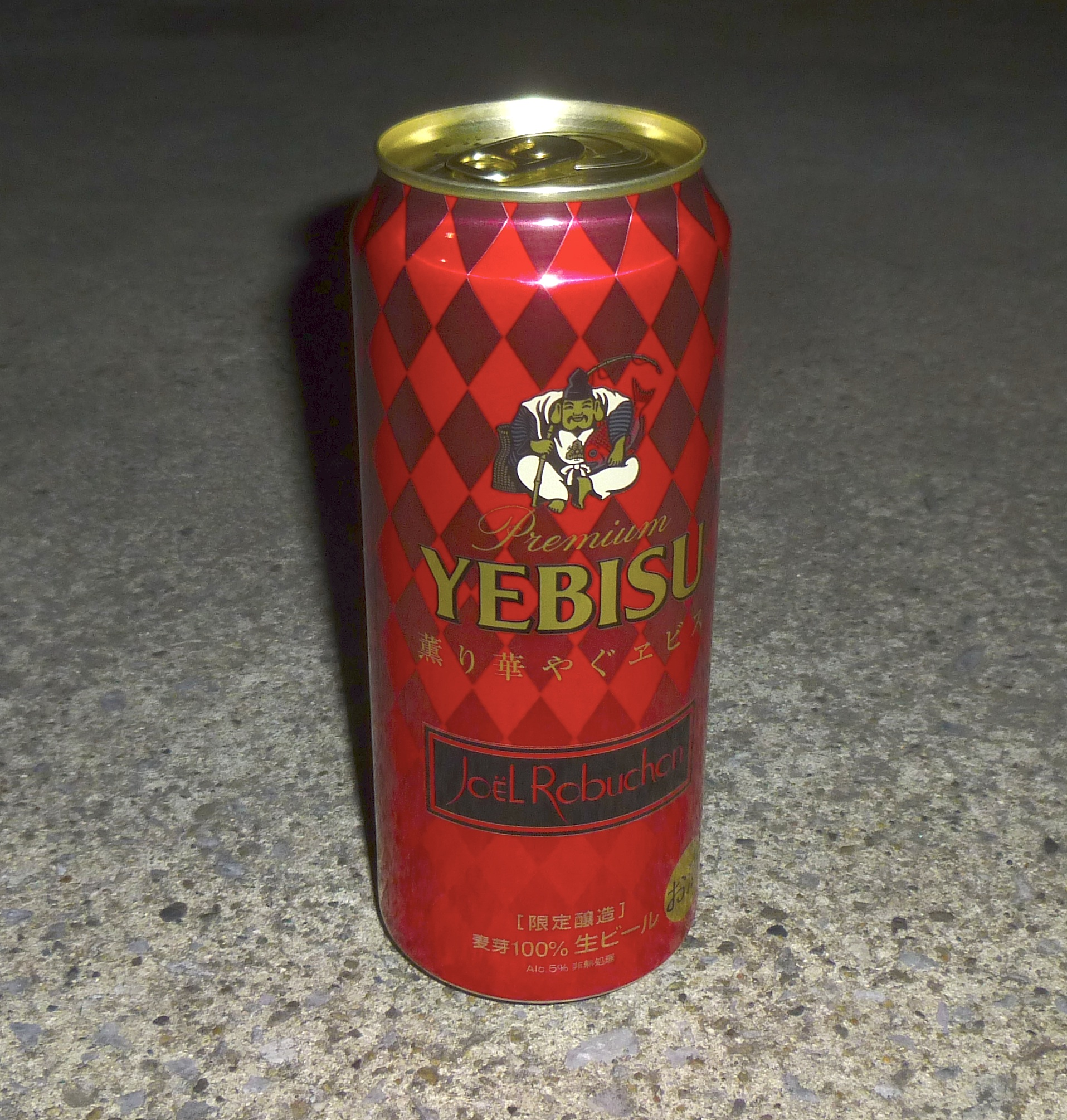
薫り華やぐヱビス

ヱビスビール（エビスビール、恵比寿ビール、YEBISU）は、サッポロビールが製造・販売する麦芽100%ビールの商標。プレミアムビールに分類される。
サッポロビールの前身である日本麦酒醸造會社に、ドイツ人技師カール・カイザーを招聘して醸造されたビール。当時の名称は「恵比寿麦酒」だった。当初は「大黒天」から命名しようとしていたが、横浜に既に「大黒ビール」が存在したために「えびす」(恵比寿) を採用したという経緯が見られる資料が2000年代に発見されている。

## 概要
恵比寿麦酒は、1900年代には既に世界的な評価を獲得している。
1943年（昭和18年）にビールが配給制になり、名称が「麦酒」に統一されたことで一旦消滅するが、1971年（昭和46年）に戦後初の麦芽100％使用のビール（熱処理）として復活した。1980年代前半に低迷期に陥ったが、1986年（昭和61年）にパッケージデザインの変更と中味の生ビール化、1988年（昭和63年）に漫画「美味しんぼ」の「五十年目の味覚（後編）」（単行本第16巻）で取り上げられたことなどが契機となり、売上が回復し伸びていった。長期間に亘りプレミアムビール市場の首位銘柄となっていたが、2000年代中盤にサントリーのザ・プレミアム・モルツが急成長した影響を受け、サッポロビールは2006年（平成18年）からヱビスブランドのテコ入れに着手し、同年10月にはヱビスブランド戦略部を立ち上げて「ヱビス」の名を冠した商品を複数販売する展開を始めた。
恵比寿のマークそのものがブランド表示とされ、サッポロビールのビール類商品には（他社ライセンス商品を除き）必ずあしらわれるシンボルの「星（★）」が、ヱビスビールには付されない。

## 商品構成
- 通年販売商品
  - ヱビスビール（スタイルはドルトムンダー（英語版））
  - ヱビス プレミアムブラック（スタイルはシュヴァルツビール。2013年5月にヱビス＜ザ・ブラック＞をリニューアルし名称変更）
  - ヱビス プレミアムエール（2019年2月26日より通年販売。本格エールタイプのビール。カスケードホップを一部使用）
  - ヱビス マイスター（2016年5月17日より販売。ヱビスビール同様、ハラタウトラディション種のホップを使用し、さらに旨みと薫りが豊潤なロイヤルリーフホップを一部使用。缶製品は生産終了済）
- 限定販売商品
  - 琥珀ヱビス（缶は10月-12月の期間限定で、樽生は北海道以外で通年販売）（スタイルはアンバー）
  - ヱビス〈ザ・ホップ〉（東日本大震災の影響で、販売を休止するも、出荷再開を断念し、通年販売終了。その後2012年4月4日に、チェコ産「エリートザーツホップ」を一部使用し、数量限定アンコール発売）（スタイルはピルスナー）
  - ヱビスASUKA CRUISE（日本郵船グループのクルーズ客船「飛鳥II」の船内限定）（スタイルはドルトムンダー）
  - ヱビス・スタウト・クリーミートップ（2009年7月3日より業務用の樽生限定発売。320ml缶は2012年9月5日より数量限定販売（8月1日よりコンビニエンスストアで先行発売））（日本のビールに関する定義[4]においてスタウトに分類されるが下面発酵でシュバルツに近い）
  - 福ヱビス（2014年の年末に「2015年干支デザイン缶」、2015年の年末に「ヱビス めでたい缶」が発売され、2016年以降の年末は「福ヱビス」として発売されている。年末年始の縁起物として発売され、缶に富士山や鶴、亀等毎年異なったものが描かれている。2015年～2017年年末のものは冷やすと色が白から赤に変化した。※2010年、2011年の年末は、缶は通常のものだが6缶パックのパッケージにそれぞれ「めでたいヱビス2011」、「福ヱビス 2012」と書かれた限定パックが発売された。正確には2011年年末の限定パックも「福ヱビス」として発売されており、「福ヱビス」と称して発売されたのは2011年の年末が最初である。）
  - 復刻特製ヱビス（2019年4月23日から期間限定販売。現在の「ヱビスビール」の原型となった1972年当時の熱処理製法を再現）
  - ヱビス 和の芳醇（2016年以降お歳暮ギフト限定販売。国産麦芽と国産ホップ(一部北海道富良野産)を使用した商品）
  - ヱビス with ジョエル・ロブション　フレンチピルス（2019年11月26日より期間限定販売。シャンパーニュ産淡色麦芽と「ネルソン・ソーヴィン」「シトラ」2種のホップを使用した、ジョエル・ロブション氏との生前最後となる共同開発商品）（スタイルはピルスナー）
  - ヱビス 雫（2019年12月9日からセブン&アイグループの酒類取扱い店舗で限定発売。穀皮分離製法により雑味や渋みのバランスを調整することでヱビス本来の厚みを残しつつ上品で凛とした味わいを目指して造られた商品）
  - ヱビス 吟醸（2020年4月21日から期間限定発売。穀皮分離仕込により雑味のない繊細な味わいを実現。爽やかな香りの国産ホップ「リトルスター」を一部使用）
  - ヱビス プレミアムホップブレンド（2020年12月8日からセブン&アイグループの酒類取扱い店舗で限定発売。バイエルン産ホップを2種類ブレンドし、上質な苦みと香りを付与する伝統的なホップと上品な香りのホップを組み合わせ、上面発酵で仕上げることで心地よい香りと苦みに仕上げた商品）（スタイルはゴールデンエール）
  - ヱビス プレミアムホワイト（2021年3月30日から期間限定発売。吟味された小麦麦芽と香り高いホップ、そして上面発酵酵母が奏でる、白ワインを思わせる清々しい香りと、余韻つづく心地よいコクが特長のホワイトビール。[5]）
- 生産終了商品[6]
  - シルクヱビス（2009年に数量限定販売。2010年から通年販売となったが、2017年、「ヱビス 華みやび」の発売に伴い販売終了）（ドルトムンダー+小麦麦芽）
  - ヱビス超長期熟成（2005年と2009年に限定発売）（スタイルはドルトムンダー）
  - 薫り華やぐヱビス（2013年、2014年、2015年に期間限定発売。フランス・シャンパーニュ地方の麦芽とネルソンソーヴィン種のホップを使用したジョエル・ロブションとの共同開発商品）（スタイルはドルトムンダー）
  - ヱビス ロイヤルセレクション（2014年と2015年に期間限定販売。2014年はコンビニ販売のみ）（ピルスナー麦芽、カラメル麦芽、小麦麦芽、クリスタル麦芽、ミュンヘン麦芽の5種の麦芽を使用）
  - 深み味わうヱビス（2015年11月10日から期間限定発売。2017年はお中元ギフト限定販売。通常より麦芽を多く用いることでより深いコクと飲みごたえを実現した商品）
  - ヱビス 夏のコク（2014年お中元ギフト限定販売。店頭での単品販売はなし）（アルコール分7％　オンザロックでも飲める商品設定）
  - ヱビス 冬のコク（2015年お歳暮ギフト限定販売。店頭での単品販売はなし）（アルコール分5.5％）
  - ヱビス with ジョエル・ロブション　華やぎの時間（2016年と2017年に期間限定販売。薫り華やぐヱビスのリニューアル品）
  - ヱビス with ジョエル・ロブション　余韻の時間（2016年と2017年に期間限定販売。ヨーロッパ産麦芽と希少ホップ「モザイク」を使用したジョエル・ロブションとの共同開発商品）
  - ヱビス #126（2016年6月21日からセブン＆アイグループの酒類取扱い店舗で期間限定販売。「デュアルスムース製法」を採用し、渋みや苦みを抑えたスムースな味わいの商品）
  - ヱビス #127（2017年8月1日からセブン＆アイグループの酒類取扱い店舗で期間限定販売。ヱビス #126同様「デュアルスムース製法」を採用）
  - ヱビス 和のつむぎ（2017年にお歳暮ギフト限定販売。厳選された国産原料を使用した商品）
  - ヱビス with ジョエル・ロブション 格別の乾杯（2018年に数量限定販売）
  - ヱビス 薫るルージュ（2018年11月20日から期間限定販売。カラメル麦芽とフレーバーホップ「モザイク」を使用した赤ワインのような芳醇な味わいの商品）
  - ヱビス 華みやび（2017年3月7日より通年販売であったが、2020年に生産を終了。ヱビスブランドで初めて上面酵母を使用したホワイトビール）
  - ヱビス プレミアムセゾン（セブン&アイグループ限定、季節を楽しむヱビスのセゾン。）

## 誕生まで
- 明治に入り急速に欧米化しビールも浸透したが粗悪品が出回る[7]。
- 1887年 (明治20) 中小の資本家がドイツ人技師を招いて本場の味を再現すべく日本麦酒醸造會社をつくる[8]。

## 歴史
- 1887年（明治20年）9月6日 - 有限責任日本麦酒醸造会社設立。社長は鎌田増蔵。
- 1890年（明治23年）2月25日 - 「惠比壽麦酒」を発売。
- 1893年（明治26年）2月4日 - 日本麦酒株式会社に社名変更。
- 1894年（明治27年）12月12日 - 「惠比壽黒麦酒」を追加。
- 1895年（明治28年）日清戦争により売れ行き増。増産体制を整え、生産量が国内トップになる[7]。
- 1889年（明治22年）
  - 8月4日 - 初のビアホールを名乗った「恵比寿ビールBeer Hall」が人気となる[7]。つまみは大根スライス、エビ、フキ佃煮、エンドウ豆など[9]。ただし、大阪麦酒株式会社は1897年（明治30年）に「アサヒ軒」を開いている[10][11]。
  - 10月 - 日本麦酒醸造会社の工場竣工（後のサッポロビール恵比寿工場→1988年閉鎖）。
- 1900年（明治33年） - パリ萬國博覧會にて出品30カ国の中「金賞」受賞[2][7]。
- 1901年（明治34年）売れ行きがよく、荷馬車での配送が追いつかないため、出荷用貨物駅をつくる[8]。
- 1904年（明治37年） - セントルイス萬國博覧會にて「グランプリ」獲得[2]。

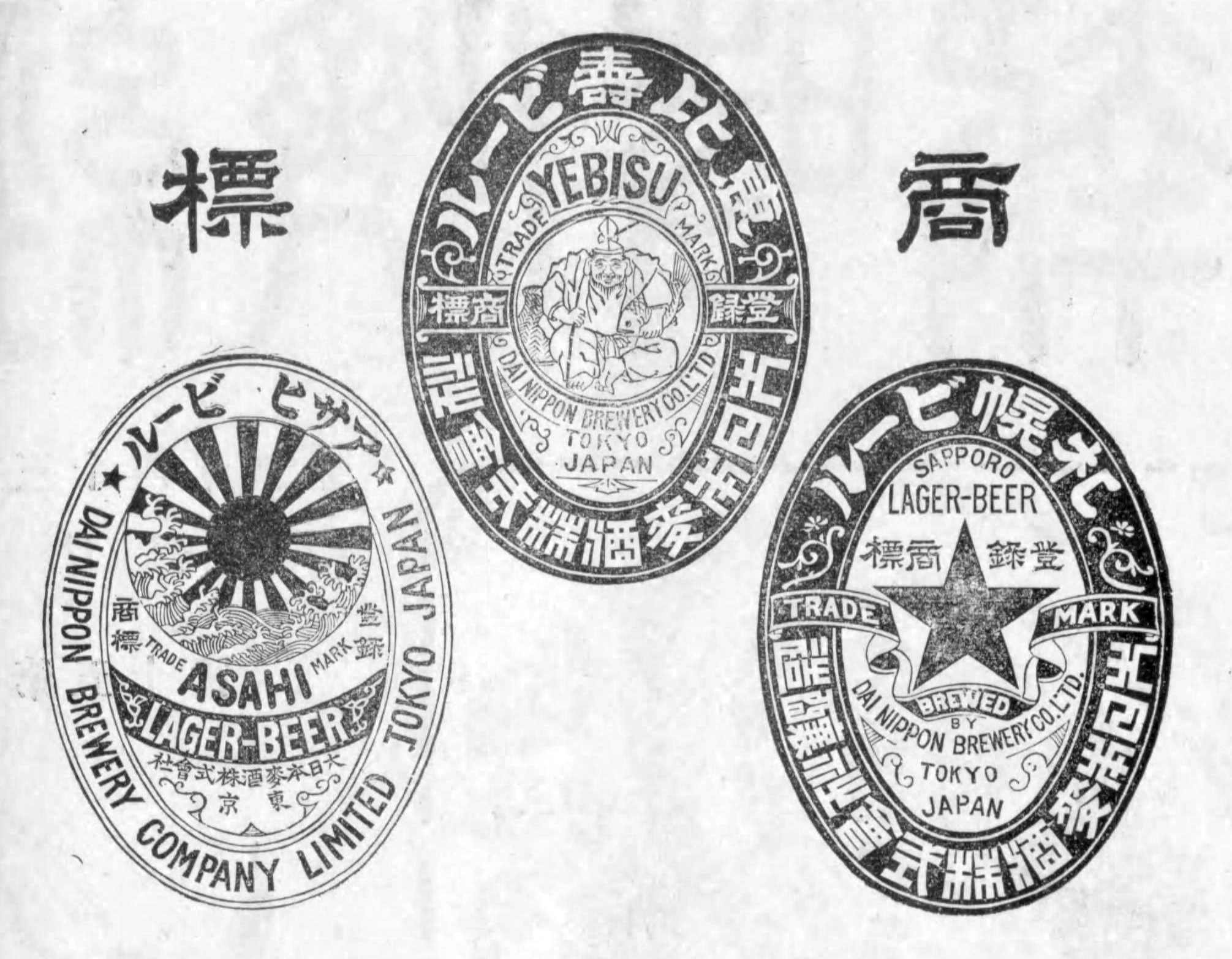
大日本麦酒 商標（1906年）

- 1906年（明治39年）3月26日 - 札幌麦酒（サッポロビール）、日本麦酒（ヱビスビール）、大阪麦酒（アサヒビール）が合併し、大日本麦酒株式会社設立[12]。社長は馬越恭平。本店は東京府荏原郡目黒村大字三田247。
- 1941年（昭和16年）12月8日 開戦。次第に、大麦・ホップが入手困難になる。電力・石炭の不足。
- 1943年（昭和18年）3月1日 - ビールが配給制となり、商標も各社共通の「麦酒」に統一されて一旦消滅[7]。
- 1966年（昭和41年） - 渋谷区に地名恵比寿が正式に誕生。なお、1928 (昭和3)年から一部地域に「恵比寿通」という地名が「恵比寿」のエリアに存在していた。
- 1971年（昭和46年）
  - 12月1日 - 目黒工場を恵比寿工場に改称。
  - 12月10日 - 28年振りにヱビスブランド復活。国産で麦芽100%、唯一のプレミアムビール。瓶入[7]。発売当初は少量の副原料を使用したが、半年後には麦芽100%に変更した[13]。
- 1972年（昭和47年）缶ビール発売。一般に受け入れられず、鉄道弘済会を通じ旅行客向けに販売。採用した金色は現在も使用するブランドカラー[7]。
- 1983年（昭和58年）生ビール化し、メタリック赤色に金の枠、小さな恵比寿像に、「生」の文字。ブランドより生ビールを押し出す形[7][14][15]。
- 1986年（昭和61年） -  金ラベル復活、イラスト化された恵比寿像。生ビールは普通となり、伝統とモダンを強調するブランドの再構成が行われる[7]。
- 1988年（昭和63年）7月20日 - 恵比寿工場閉鎖。以降はサッポロビール千葉工場（千葉県船橋市）にて製造している[16]。
- 1991年（平成3年） - 現在とほぼ同じデザインに変更[注 1]。高級感、高品質感を高める意図で、ビールに近い深みのある金マット地、絵画的表現に戻された恵比寿像、ロゴにややクラシカルなセリフ体などを用いている[7]。
- 1994年（平成6年）- 恵比寿工場跡地に、恵比寿ガーデンプレイスが開業。
- 2003年（平成15年）5月28日 - 「ヱビス〈黒〉」を追加（60年振りに復活）。
- 2005年（平成17年） - 「ヱビス超長期熟成〈至福の贅沢〉」が限定で発売[注 2]。
- 2006年（平成18年）
  - 「むかし惠比壽」プレゼントキャンペーンを実施
  - 10月 - 「琥珀ヱビス」[注 3]を限定発売。
- 2007年（平成19年）
  - 3月7日 - ヱビス〈黒〉の商品名を「ヱビス〈ザ・ブラック〉」に改名。
  - 4月3日 - 日本最大のクルーズ客船「飛鳥II」の船内限定オリジナルヱビスビール「ヱビス ASUKA CRUISE まろやか熟成 」を発売。
  - 4月4日 - 「ヱビス〈ザ・ホップ〉」を追加。
  - 11月21日 -「琥珀ヱビス」缶を期間限定販売。首都圏1都3県の飲食店向けに「琥珀ヱビス」の樽生10Lを通年発売。
- 2008年（平成20年）10月29日 - 「琥珀ヱビス缶」と新たに「琥珀ヱビス」ギフトを限定発売。
- 2009年（平成21年）
  - 3月4日 - 「シルクヱビス」を限定発売。
  - 7月3日 - 「ヱビス スタウト クリーミートップ」を樽生限定発売。
  - 10月7日 - 「琥珀ヱビス」缶を限定発売。
- 2010年（平成22年）
  - 2月24日 - 「シルクヱビス」を通年販売化
  - 2月25日 - 「ヱビスビール記念館」オープン。
  - 2月25日 - 4月20日 - 生誕120年を記念して醸造された「匠ヱビス」プレゼントキャンペーンを実施。
  - 6月2日 - 「ヱビス超長期熟成」を限定発売（「ヱビスビール」生誕120年記念限定品発売第1弾）。「ヱビスビール＜父の日＞パック」を数量限定発売。
  - 7月14日 - 「ヱビスビール12缶美麗カートン」を数量限定発売。
  - 7月28日 - 「商売繁盛！ラッキーヱビス缶」を数量限定発売（「ヱビスビール」生誕120年記念限定品発売第2弾）。
  - 9月8日 - クルーズ客船「飛鳥II」の船内限定オリジナルヱビスビールだった「ヱビス ASUKA CRUISE まろやか熟成 」を、缶ビールとして全国で限定発売（「ヱビスビール」生誕120年記念限定品発売第3弾）。
  - 9月16日 - 9月20日 - 第2回「恵比寿麦酒祭」を開催。
  - 11月10日 - 「琥珀ヱビス」缶を期間限定発売。
  - 12月8日 - 「ヱビスビール美麗カートン」、「ヱビスビールクーラートート付6缶」を限定発売。
  - 12月22日 - 「めでたい、めでたい、ヱビスビール」を限定発売。
- 2011年（平成23年）
  - 2月23日 - 「シルクヱビス」の味とパッケージをリニューアル。
  - 3月頃 - 「ヱビス〈ザ・ホップ〉」の通年販売終了（東日本大震災の影響で、販売を休止するも、出荷再開を断念）。
  - 9月16日 - 9月19日 - 第3回「恵比寿麦酒祭」を開催。
  - 10月12日 - 「琥珀ヱビス」缶を期間限定発売。
  - 11月22日 - 「シルクヱビス ウィンターデザイン缶」を数量限定発売。
  - 12月7日 - 「ヱビスビール美麗カートン」、「ヱビスビールクーラートート付6缶」を限定発売。
  - 12月21日 - 「福ヱビス」を限定発売。
- 2012年（平成24年）
  - 2月25日 - 生誕122周年を機に2月25日を「ヱビスの日」と制定。1890年2月25日発売当時のレトロラベルデザイン缶限定復刻販売。
  - 3月7日 - ヱビスビール「ヱビスでつなごう福の和キャンペーン」パックを東北、関東の1都13県で限定発売。
  - 4月 - 8月 - 「ヱビスビール12缶美麗カートン」と「シルクヱビス12缶美麗カートン」を4回にわたって予約受注発売。（「エビルビール12缶美麗カートン」は4月25日、5月30日、7月11日、8月1日からの4回、「シルクヱビス12缶美麗カートン」は4月25日からの1回のみ）
  - 4月4日 - 「ヱビス〈ザ・ホップ〉」をチェコ産「エリートザーツホップ」を一部使用し、数量限定アンコール発売。
  - 5月30日 - 「ヱビスビール・シルクヱビス＜父の日＞6缶パック」を限定発売。
  - 9月5日 - 「ヱビス スタウト クリーミートップ」の320ml缶を数量限定販売（8月1日よりコンビニエンスストアで先行発売）。
  - 9月14日 - 9月17日 - 第4回「恵比寿麦酒祭」を開催。
  - 10月17日 - 「琥珀ヱビス」缶を期間限定発売。
  - 10月22日 - 11月2日 -「ヱビス一年熟成」1,000セットWEB限定発売の抽選を行う。
- 2013年（平成25年）
  - 2月20日 - 「薫り華やぐヱビス」を限定発売。
  - 5月22日 - 「ヱビス＜ザ・ブラック＞」を「ヱビス プレミアムブラック」に全面リニューアルし発売。
  - 9月11日 - 9月16日 - 第5回「恵比寿麦酒祭」を開催（11日、12日は前夜祭、13日～16日は本祭）。
  - 10月16日 - 「琥珀ヱビス」缶を期間限定発売。
  - 10月30日 - ヱビスビールが「2013年グッドデザイン・ロングライフデザイン賞」を受賞。
- 2014年（平成26年）
  - 1月22日 - 「薫り華やぐヱビス」を数量限定発売。
  - 缶のデザインのマイナーチェンジ。rを筆記体からブロック体に変える。恵比寿像を大きく、能書きの色を薄めるなど[7]。
  - 5月上旬 - 「ヱビス 夏のコク」をお中元ギフト限定販売。店頭での単品販売はなし。
  - 5月20日 - 「ヱビス ロイヤルセレクション」をコンビニエンスストア数量限定販売。
  - 9月2日 - 「琥珀ヱビス」缶を期間限定発売。中身をリニューアル。
- 2015年（平成27年）
  - 2月9日 - 6月30日 - 「バカラ ビアタンブラー」プレゼントキャンペーンを実施。
  - 4月24日 - 5月24日 - 期間中の全ヱビスツアーで、1名に「ヱビスロゴ入りバカラ オノロジー ビアタンブラー」でヱビスビールの試飲を体験していただくイベントを実施すると同時に、このタンブラーを10客限定で販売。
  - 6月15日 - 三越限定お中元ギフト商品「〈サッポロ〉歌川広重画 ヱビスビール」を発売し、6月15日頃から順次お届け。
  - 7月頃 - 「ヱビス プレミアムブラック」の中身及びパッケージを7月中旬製造分よりリニューアル。
  - 8月18日 - 8月30日（ただし、24日を除く）- ヱビスビール記念館にて小学生とその保護者を対象に夏休み特別企画『夏休み自由研究「ヱビスビール歴史新聞」を作ろう』を開催。
  - 8月25日・8月27日 - 西武鉄道とサッポロビールにより、ヱビスビール＜生ビール＞が特急レッドアロー号の車内で楽しめる「ヱビスビール特急」を運行。また、池袋を深夜に出発し、秩父のパワースポット「三峯神社」で明け方の雲海鑑賞を目指す「ヱビスビール＜生ビール＞飲み放題 夜行特急ツアー」を実施。（100年プレミアムブランド「ヱビスビール」と西武鉄道100年アニバーサリーのコラボレーション第1弾と第2弾）
  - 9月1日 - 「琥珀ヱビス クリスタルアンバー」缶を期間限定発売。
  - 10月中旬 - 「ヱビス 冬のコク」をお歳暮ギフト限定販売。店頭での単品販売はなし。
  - 10月15日 - 三越限定お歳暮ギフト商品「〈サッポロ〉三越歌舞伎衣裳文様 ヱビスビール」の受注を開始。11月15日頃からお届け。
  - 11月6日・11月28日 - 西武鉄道とサッポロビールにより、「ヱビスビール＜缶＞4種類飲み比べ放題 夜行特急ツアー」を実施。（100年プレミアムブランド「ヱビスビール」と西武鉄道100年アニバーサリーのコラボレーション第3弾）
  - 11月10日 - 「深み味わうヱビス」を限定発売。
  - 12月22日 - 「ヱビス めでたい缶」を販売（冷やすとパッケージにデザインされた鯛が白色から桃色に変化するというもの）。
  - 12月15日 - 12月25日（ただし、19日・20日・23日を除く）- ヱビスビール記念館にて「ヱビスロゴ入りバカラ ビアタンブラー」でヱビスビールの試飲を体験できる「ヱビスプレミアムナイトツアー」を開催。
- 2016年（平成28年）
  - 1月26日 - 「ヱビス with ジョエル・ロブション　華やぎの時間」を限定発売。
  - 3月1日 - 「ヱビス with ジョエル・ロブション　余韻の時間」を限定発売。
  - 3月15日 - 「ヱビスビール」の味とパッケージをリニューアル。
  - 4月13日 - 8月31日 - 「ヱビスオリジナル バカラ グラス＜ペア＞プレゼントキャンペーン」を実施。
  - 5月17日 - 「ヱビス マイスター」を発売。
  - 5月24日 - 「ヱビス マイスター」樽生を業務用限定商品として通年販売。
  - 5月25日 - 「ヱビス東海道新幹線の旅」をエリア・数量限定発売（「ヱビスビール」の東海道新幹線オリジナルデザイン缶第1弾）。
  - 5月31日 - 「ヱビス 父の日デザイン缶」を期間限定発売。
  - 6月21日 - 「ヱビス #126（ヱビス イチニーロク）」を、セブン&アイグループの酒類取扱い店舗及び、オムニ7で限定販売[17]。
  - 7月26日 - 7月29日 - ヱビスビール記念館特別企画 夏休み自由研究「恵比寿の歴史とヱビスビール」を開催。
  - 9月6日 - 「琥珀ヱビス」缶を期間限定発売。「街の名になったヱビス。デザイン缶」を限定発売。
  - 9月20日 - 「ヱビス東海道新幹線の旅」をエリア・数量限定発売（「ヱビスビール」の東海道新幹線オリジナルデザイン缶第2弾）。
  - 9月27日 - 「ヱビス マイスター」500ml缶を新発売。
  - 10月中旬 - 「ヱビス 和の芳醇」をお歳暮ギフト限定販売。
- 2017年（平成29年）
  - 2月10日 - 12日・14日 - ヱビスビール記念館にて「ヱビス バレンタインツアー」を開催。
  - 2月14日 - 「ヱビス 桜デザイン缶」を期間限定発売。
  - 2月頃 - 「ヱビス マイスター」のパッケージデザインを2月上旬製造分よりリニューアル。
  - 3月1日 - 3月12日（2日・6日を除く） - ヱビスビール記念館にて、「ヱビス 華みやび」を先行試飲できるツアー「発売記念！ヱビス 華みやびツアー」を開催。
  - 3月3日 - 3月5日 - 東京ミッドタウンアトリウムにて、発売前の「ヱビス 華みやび」を一足早く味わえる「YEBISU 華みやび FLOWER LOUNGE」をオープン。
  - 3月10日 - 3月12日 - 東京ミッドタウンアトリウムにて、ヱビスビールと共に旬の食を愉しむイベント「旬×YEBISU PREMIUM LOUNGE ～spring～」を開催。
  - 3月7日 - 「ヱビス 華みやび」を発売。それに伴い、「シルクヱビス」の販売終了。
  - 4月26日 - 日本の鉄道のヘッドマークチャーム付「ヱビスビール」と「ヱビス マイスター」をコンビニエンスストア限定で発売（日本の鉄道ヘッドマークチャーム第3弾）。
  - 5月9日 - 6月19日 - 「ヱビスVIPメンバーズ」を500口限定で募集。
  - 5月中旬 - お中元ギフトセットとして、2016年秋の「ヱビスプレミアム総選挙」で1位に選ばれた「深み味わうヱビス」のセットや、「ヱビス〈ザ・ホップ〉」の缶セットを発売。
  - 5月25日 - 「ヱビス 東海道新幹線の旅」をエリア・数量限定発売（「ヱビスビール」の東海道新幹線オリジナルデザイン缶第3弾）。
  - 5月30日 - 「ヱビスビール＜冷やすと変わる＞デザイン缶」を数量限定発売。
  - 6月1日 - 6月30日 - ヱビスビール記念館と九州日田工場ウエルカム館にて、「ヱビス＜ザ・ホップ＞2017ツアー」を開催。
  - 6月15日頃 - 三越伊勢丹限定お中元ギフト商品「東京国立博物館　限定ギフト〈サッポロ〉富嶽三十六景　駿河薩タ之海上 ヱビスビール」を発売。
  - 6月頃 - 11月13日 - 「ヱビスオリジナル バカラ グラス＜ペア＞プレゼント」キャンペーンを実施。
  - 7月7日 - 7月9日 - 東京ミッドタウンアトリウムにて、日本の夏を旬の食とヱビスビールで楽しむイベント「旬×YEBISU PREMIUM LOUNGE ～summer～」を開催。
  - 7月22日・23日・25日 - 28日 - ヱビスビール記念館特別企画として小学生対象の夏休み自由研究「ヱビス　クイズラリー」を開催。
  - 7月11日 - 「ヱビスビール＜冷やすと変わる＞デザイン缶」「ヱビス 華みやび＜冷やすと変わる＞デザイン缶」を数量限定発売。
  - 8月1日 - 「ヱビス #127（ヱビス イチニーナナ）」を、セブン&アイグループの酒類取扱い店舗及び、オムニ7で限定販売。
  - 8月頃 - 「ヱビス マイスター」の味とパッケージを8月上旬製造分よりリニューアル。
  - 8月11日 - 7月の九州北部豪雨災害の復興支援企画として、九州旅客鉄道株式会社が運営する特急「ゆふいんの森I世号」の車内で購入したヱビスビール＜樽生＞1杯につき100円を復興支援金として寄付するキャンペーンを実施。
  - 9月上旬 - 韓国で販売を開始（海外で販売のヱビスビール名は「サッポロプレミアムビール」）[18]。
  - 9月12日 - 「琥珀ヱビス」缶を期間限定発売。「ヱビスビール＜冷やすと変わる＞秋デザイン缶」を数量限定発売。
  - 9月14日 - 「ヱビス 東海道新幹線の旅＜秋＞」をエリア・数量限定発売（「ヱビスビール」の東海道新幹線オリジナルデザイン缶第4弾）。
  - 9月20日 - 「ヱビス 華みやび　ハロウィンデザイン缶」を数量限定発売。
  - 10月6日 - 10月7日 - 「西武鉄道ヱビスビール特急2017withシークレット駅酒場」を運行。
  - 10月10日 - 「ヱビス 和の芳醇」「ヱビス 和のつむぎ」「ヱビス マイスター瓶」をお歳暮ギフト限定発売。
  - 11月21日 - 「ヱビス 華みやび 冬デザイン缶」を数量限定発売。
  - 12月12日 - 「福ヱビス」を数量限定発売。
  - 12月20日 - 12月25日 - ヱビスビール記念館にてクリスマス特別企画「ヱビス プレミアム ナイトツアー」を実施。
- 2018年（平成30年）
  - 1月23日 - 「ヱビス with ジョエル・ロブション 格別の乾杯」を数量限定販売。
  - 2月20日 - 「ヱビス 華みやび」の味とパッケージをリニューアル。「ヱビスビール 桜デザイン缶」を販売。
  - 3月9日 - 3月11日 - 東京ミッドタウンアトリウムにて、「桜と、ヱビスと。YEBISU premium lounge」を期間限定オープン。
  - 4月23日 - 「ヱビスビール 鉄道ヘッドマークチャームデザイン缶」をコンビニエンスストア限定発売。同時に6月18日まで「鉄道ヘッドマークチャーム人気投票」を実施。
  - 5月8日 - 「ヱビス〈ザ・ホップ〉2018」を期間限定販売。
  - 5月8日 - 6月18日 - 2018ヱビスVIPメンバーズを700口限定で募集。
  - 5月29日 - 「ヱビス 華みやび デザイン缶」を数量限定販売。
  - 7月24日 - 7月26日 - 「ヱビスビール特急2018 for ライオンズ」を運行。
  - 9月11日 - 「琥珀ヱビス」缶を期間限定発売。
  - 10月9日 - 「ヱビス 和の芳醇」をお歳暮ギフト限定販売。
  - 10月10日 - 日本の鉄道ヘッドマークメタルチャーム付「ヱビスビール」をコンビニエンスストア限定販売。（※4月～6月の人気投票で得票数の多かった上位12種類のヘッドマークチャームが付いている）
  - 10月30日 - ヤオコー限定お歳暮ギフト商品「ヱビスビール　ヤオコー川越美術館オリジナルデザイン缶　ギフトセット」を数量限定発売。
  - 11月20日 - 「ヱビス 薫るルージュ」を限定発売。
  - 12月11日 - 「福ヱビス」と「ヱビス マイスター・ヱビスビール ギフトボックス」を数量限定販売。
- 2019年（平成31年/令和元年）
  - 1月上旬頃 - 7月1日 - 「ヱビス 超長期熟成 7年目の刻」プレゼントキャンペーンを実施。
  - 2月26日 - 「ヱビス プレミアムエール」を発売。
  - 3月19日 - 「ヱビスビール 今川義元公生誕500年記念館」を静岡県内限定販売。
  - 4月23日 - 「復刻特製ヱビス」を限定発売。
  - 5月7日 - 「ヱビス〈ザ・ホップ〉」をお中元ギフト限定販売。
  - 5月7日 - 6月17日 - 2019ヱビスVIPメンバーズを600口限定で募集。
  - 5月15日 - ヱビスビール記念館で、海外からの客向けの英語と韓国語によるツアー「YEBISU Guided Tour」を開始。
  - 5月28日 - 「ヱビスビール 大漁祭りキャンペーンデザイン缶」を全国のコンビニエンスストアで数量限定販売（第一弾）。ヤオコー限定お中元ギフト商品「ヱビスビール ヤオコー川越美術館 オリジナルデザイン缶　ギフトセット」を数量限定販売。
  - 9月10日 - 「琥珀ヱビス」缶を期間限定発売。
  - 10月7日 - 「ヱビス 和の芳醇」をお歳暮ギフト限定販売。
  - 10月頃 - 「ヱビスマイスター ザ・ロイヤルリーフ2019」130名様限定プレゼントキャンペーンを実施。
  - 10月21日 - 「ヱビスビール 大漁祭りキャンペーンデザイン缶」を全国のコンビニエンスストアで数量限定販売（第二弾）。
  - 11月26日 - 「ヱビスwithジョエル・ロブション フレンチピルス」を限定発売。
  - 12月9日 - 「ヱビス雫」をセブン＆アイグループの酒類取扱い店舗で限定発売。
  - 12月10日 - 「福ヱビス」を数量限定発売。
- 2020年（令和2年）
  - 2月25日 - ヱビスビール誕生130年を記念して「130周年特別限定記念商品 130万円ヱビス」（「ヱビス 超長期熟成 7年目の刻」2本と純金エビス像1体のセット）をサッポロビールネットショップで3セット限定販売。
  - 3月頃 - 「ヱビスビール」と「ヱビス プレミアムエール」のパッケージを2019年12月下旬製造品から130周年デザインパッケージに切替。
  - 3月10日 - 「ヱビスビール パリ万博木箱風美麗カートン」を数量限定発売。
  - 4月1日 - 「ヱビス 超長期熟成 7年目の刻」2本セットをサッポロビールネットショップで1000セット限定販売。
  - 4月6日 - 「ヱビスビール　全国宝船の旅キャンペーンデザイン缶」をコンビニエンスストア限定発売。
  - 4月21日 - 「ヱビス 吟醸」を期間限定発売。ヱビスビール「磨き抜かれた職人技が生んだTOKYOの逸品が当たる」キャンペーンパック（第3弾）を数量限定発売。
  - 7月7日 - ヱビスビール「磨き抜かれた職人技が生んだTOKYOの逸品が当たる」キャンペーンパック（第4弾）を数量限定発売。
  - 7月14日 - 9月6日 - JR山手線高輪ゲートウェイ駅前特設会場で「ヱビス プレミアムカウンター」を期間限定開催。
  - 7月17日 - ヱビスビールを台湾で販売開始。
  - 8月25日 - 「琥珀ヱビス プレミアムアンバー」缶を期間限定発売。
  - 11月4日 - 「エビス マイスター ザ・ロイヤルリーフ2020」を飲食店・ヱビスビール記念館で限定発売。
  - 12月8日 - 「ヱビス プレミアムホップブレンド」缶をセブン&アイグループの酒類取扱い店舗で限定発売[19]。「福ヱビス」と「ヱビス12缶アソートパック　美麗カートン入り」を数量限定発売。
- 2021年（令和3年）
  - 1月7日 - 2021年事業方針の中で、「ヱビスビール」・「プレミアムブラック」・「プレミアムエール」のリニューアルが発表された。また、ヴァイツェンとアンバースタイルを期間限定で発売することが表明された。家庭用需要が増加したため、2020年販売実績は4年ぶりに缶商品が前年超えを果たした[20]。
  - 3月30日 - 「ヱビス プレミアムホワイト」を期間限定発売[5]。
- 2022年（令和4年）3月15日 - 「ヱビス プレミアムホワイト」を再度期間限定発売[21]。
- 2024年（令和6年）4月2日 - 恵比寿に醸造所「YEBISU BREWERY TOKYO」がオープン。35年ぶりに同地での醸造が再開された[22][23]。

## 原材料
- 麦芽
- ホップ

## 栄養成分（350mlあたり）
- エネルギー:147kcal
- タンパク質：1.8g
- 脂質:0g
- 糖質:10.5g
- 食物繊維:0.35 - 0.7g
- ナトリウム：0mg

## その他
- 当時は工場が東京府荏原郡三田村（現・東京都目黒区三田）にあった[2]。当初は馬車で積み出されていたが、販売量の増加に伴って1901年（明治34年）には出荷専用の貨物駅「恵比寿停留場」が作られた[2]。1906年（明治39年）に貨物駅「恵比寿停留所」のそばに作られた旅客駅が「恵比寿駅」である[2]。渋谷区に存在する地名「恵比寿」はヱビスビールが由来となっている[2]。また、これにちなんでJR東日本恵比寿駅の発車メロディには、ヱビスビールのCMソングである第三の男のテーマ音楽が導入されている。
- アサヒグループ食品のビール酵母「エビオス」はヱビスビールより名付けられたものである。戦後の大日本麦酒分割時にエビオスがアサヒビールに承継されたため、ビールとは会社系列が異なる状態になってしまった。
- ラベルの戎様は鯛を一匹抱えているが、ヱビスビールの瓶製品、大・中・小ビンの中で、数百本に一本の確率で後ろの魚籠から鯛の尾が出ているものがある。これをラッキーヱビスという。2007年8月17日放映の「ウソかホントかわからない やりすぎ都市伝説」（テレビ東京系）において、サッポロビールはラッキーヱビスの存在を認めている。缶製品では、2010年7月28日に、「商売繁盛！ラッキーヱビス缶」というラッキーヱビスをデザインした商品が発売された。また、発売130周年となる2020年お歳暮ギフト「ヱビスビール缶セット」でラッキーヱビス缶が市販された[24]。
- 戦前、中国の大連で「ヱビスビール」が販売された事があったが、ほとんど売れなかった。その原因は、この地域が日本の支配下に置かれる前はロシアの影響を強く受けていた地域であり、ロシア語では女性器を意味する言葉に「ヱビス」の発音が近かったことから、忌み嫌われたためであるとされている。
- 発売は1890年（明治23年）だが、ラベルに書かれているのは当時の日本麦酒醸造会社が設立された1887年（明治20年）になっていて、戎様を挟んで（左から）「BORN」「1887」と書かれている。（※2016年3月15日のリニューアルによって、発売年の「BORN」「1890」に変更された）
- 夏目漱石の1906年（明治39年）に発表された中編小説『二百十日』中に、当時、ビールの銘柄として代表的であったことを示す以下の記述があり、1980年代に本製品のCMにも用いられた。

- ヱの文字はワ行に属するのにローマ字表記はWEBISUあるいはEBISUではなくYEBISUとヤ行になっているが、これは古いローマ字のつづり方でエ・ヱのどちらもyeとつづることがあった名残である。日本円をYenと表記するのも同じ理由である。かつては江戸をYedoとつづったこともあった[25]。なお、工場跡地に開業した恵比寿ガーデンプレイスの英語表記もYEBISUとなっている。
- ヱビスビール公式サイトでは、2009年（平成21年）より「Y列車で行こう!」を展開。その中で、YEBISU特製駅弁「ヱビス亭」という高級駅弁を企画化し、第一弾「暑中乃膳」は2009年（平成21年）7月18日から一部のJR駅構内で1,000個限定で発売され、連日行列ができる人気企画となった。また、第二弾「仲冬乃膳」は、2009年（平成21年）12月5日から一部のJR駅構内で600個限定で発売され、こちらも大人気を博した。
- 東京・恵比寿の工場跡地となる恵比寿ガーデンプレイスの一角に、ヱビス誕生120年を記念した「ヱビスビール記念館」がある。記念館入口にあるヱビス缶でできたモニュメントの中にひとつ上述のラッキーヱビス缶が存在する。
- ヱビスビール公式サイトによると、キャンペーンとして「ヱビス超長期熟成七年目の刻」（非売品）を当選商品して製造。（2020年2月下旬発送予定）